# Tour d'Italie 1993
Le Tour d'Italie 1993 est la 76e édition du Tour d'Italie, qui s'est élancée de Porto Azzurro le 23 mai 1993 et est arrivée à Milan le 13 juin. Long de 3 703 kilomètres, ce Giro a été remporté par l'Espagnol Miguel Indurain, qui réalise comme en 1992 le doublé Tour de France-Tour d'Italie.

## Équipes participantes
| N.    | Code | Équipe                |
| ----- | ---- | --------------------- |
| 1-9   | BAN  | Banesto               |
| 11-19 | AMO  | Amore & Vita-Galatron |
| 21-29 | ART  | Artiach               |
| 31-39 | CAR  | Carrera-Tassoni       |
| 41-49 | CAS  | Castorama             |
| 51-59 | ARI  | Ariostea              |
| 61-69 | ELD  | Mapei-Viner           |
| 71-79 | LOS  | Festina-Lotus         |
| 81-89 | GAN  | Gan                   |
| 91-99 | GAT  | Gatorade-Bianchi      |

| N.      | Code | Équipe                    |
| ------- | ---- | ------------------------- |
| 101-109 | JOL  | Jolly Componibili-Club 88 |
| 111-119 | KEL  | Kelme-Xacobeo             |
| 121-129 | LAM  | Lampre-Colnago            |
| 131-139 | MEC  | Mecair-Ballan             |
| 141-149 | MER  | Mercatone Uno             |
| 151-159 | GBM  | GB-MG Maglificio          |
| 161-169 | MOT  | Motorola-Magniflex        |
| 171-179 | NAV  | Navigare-Blue Storm       |
| 181-189 | TEL  | Telekom-Merckx            |
| 191-199 | ZGM  | ZG Mobili                 |

## Étapes
| Étape       | Date     | Villes étapes                       | km       | Vainqueur d'étape  | Leader du classement général |
| 1re étape a | 23 mai   | Porto Azzurro - Portoferraio        | 85       | Moreno Argentin    | Moreno Argentin              |
| 1re étape b | 23 mai   | Portoferraio - Portoferraio         | 9 (CLM)  | Maurizio Fondriest | Moreno Argentin              |
| 2e étape    | 24 mai   | Grosseto - Rieti                    | 224      | Adriano Baffi      | Moreno Argentin              |
| 3e étape    | 25 mai   | Rieti - Scanno                      | 153      | Piotr Ugrumov      | Moreno Argentin              |
| 4e étape    | 26 mai   | Lac de Scanno - Marcianise          | 179      | Fabio Baldato      | Moreno Argentin              |
| 5e étape    | 27 mai   | Paestum - Terme Luigiane            | 212      | Dimitri Konyshev   | Moreno Argentin              |
| 6e étape    | 28 mai   | Villafranca Tirrena - Messine       | 130      | Guido Bontempi     | Moreno Argentin              |
| 7e étape    | 29 mai   | Capo d'Orlando - Agrigente          | 242      | Bjarne Riis        | Moreno Argentin              |
| 8e étape    | 30 mai   | Agrigente - Palerme                 | 140      | Adriano Baffi      | Moreno Argentin              |
| 9e étape    | 1er juin | Montelibretti - Fabriano            | 219      | Giorgio Furlan     | Moreno Argentin              |
| 10e étape   | 2 juin   | Senigallia - Senigallia             | 28 (CLM) | Miguel Indurain    | Miguel Indurain              |
| 11e étape   | 3 juin   | Senigallia - Dozza                  | 184      | Fabiano Fontanelli | Bruno Leali                  |
| 12e étape   | 4 juin   | Dozza - Asiago                      | 236      | Dimitri Konyshev   | Bruno Leali                  |
| 13e étape   | 5 juin   | Asiago - Corvara in Badia           | 217      | Moreno Argentin    | Bruno Leali                  |
| 14e étape   | 6 juin   | Corvara in Badia - Corvara in Badia | 245      | Claudio Chiappucci | Miguel Indurain              |
| 15e étape   | 7 juin   | Corvara in Badia - Lumezzane        | 263      | Davide Cassani     | Miguel Indurain              |
| 16e étape   | 8 juin   | Lumezzane - Borgo Val di Taro       | 181      | Fabio Baldato      | Miguel Indurain              |
| 17e étape   | 9 juin   | Varazze - Chianale                  | 223      | Marco Saligari     | Miguel Indurain              |
| 18e étape   | 10 juin  | Sampeyre - Fossano                  | 150      | Adriano Baffi      | Miguel Indurain              |
| 19e étape   | 11 juin  | Pinerolo - Sestrières               | 55 (CLM) | Miguel Indurain    | Miguel Indurain              |
| 20e étape   | 12 juin  | Turin - Oropa                       | 162      | Massimo Ghirotto   | Miguel Indurain              |
| 21e étape   | 13 juin  | Biella - Milan                      | 166      | Fabio Baldato      | Miguel Indurain              |

## Classements finals

### Classement général final
| \| Classement général \| Classement général \| Classement général \| Classement général \| Classement général \| \| Coureur \| Coureur \| Pays \| Équipe \| Temps \| \| ------------------ \| ------------------- \| ------------------ \| -------------------------------- \| ------------------ \| \| 1er \| Miguel Indurain \| Espagne \| Banesto \| 98 h 09 min 44 s \| \| 2e \| Piotr Ugrumov \| Lettonie \| Mecair-Ballan \| + 58 s \| \| 3e \| Claudio Chiappucci \| Italie \| Carrera Jeans-Tassoni \| + 5 min 27 s \| \| 4e \| Massimiliano Lelli \| Italie \| Ariostea \| + 6 min 09 s \| \| 5e \| Pavel Tonkov \| Russie \| Lampre-Polti \| + 7 min 11 s \| \| 6e \| Moreno Argentin \| Italie \| Mecair-Ballan \| + 9 min 12 s \| \| 7e \| Vladimir Poulnikov \| Ukraine \| Carrera Jeans-Tassoni \| + 11 min 30 s \| \| 8e \| Maurizio Fondriest \| Italie \| Lampre-Polti \| + 12 min 53 s \| \| 9e \| Stephen Roche \| Irlande \| Carrera Jeans-Tassoni \| + 13 min 31 s \| \| 10e \| Zenon Jaskuła \| Pologne \| GB-MG Boys Maglificio-Bianchi \| + 13 min 41 s \| \| 11e \| Flavio Giupponi \| Italie \| Mercatone Uno-Zucchini-Medeghini \| + 14 min 59 s \| \| 12e \| Giorgio Furlan \| Italie \| Ariostea \| + 16 min 57 s \| \| 13e \| Wladimir Belli \| Italie \| Lampre-Polti \| + 18 min 45 s \| \| 14e \| Andrew Hampsten \| États-Unis \| Motorola \| + 19 min 25 s \| \| 15e \| Bruno Leali \| Italie \| Mercatone Uno-Zucchini-Medeghini \| + 19 min 34 s \| \| 16e \| Enrico Zaina \| Italie \| Mercatone Uno-Zucchini-Medeghini \| + 24 min 00 s \| \| 17e \| Heinz Imboden \| Suisse \| Mecair-Ballan \| + 25 min 18 s \| \| 18e \| Gianni Bugno \| Italie \| Gatorade \| + 27 min 01 s \| \| 19e \| Franco Chioccioli \| Italie \| GB-MG Boys Maglificio-Bianchi \| + 29 min 49 s \| \| 20e \| Nelson Rodríguez \| Colombie \| ZG Mobili \| + 30 min 41 s \| \| 21e \| Stefano Della Santa \| Italie \| Mapei-Viner \| + 30 min 49 s \| \| 22e \| Abelardo Rondón \| Colombie \| Gatorade \| + 34 min 50 s \| \| 23e \| Gianni Faresin \| Italie \| ZG Mobili \| + 37 min 46 s \| \| 24e \| Alberto Volpi \| Italie \| Mecair-Ballan \| + 38 min 43 s \| \| 25e \| Thierry Bourguignon \| France \| Castorama \| + 39 min 22 s \| |                     |            |                                  |                  |
| |                     |            |                                  |                  |
| |                     |            |                                  |                  |
| Classement général |                     |            |                                  |                  |
| Coureur | Coureur             | Pays       | Équipe                           | Temps            |
| 1er | Miguel Indurain     | Espagne    | Banesto                          | 98 h 09 min 44 s |
| 2e | Piotr Ugrumov       | Lettonie   | Mecair-Ballan                    | + 58 s           |
| 3e | Claudio Chiappucci  | Italie     | Carrera Jeans-Tassoni            | + 5 min 27 s     |
| 4e | Massimiliano Lelli  | Italie     | Ariostea                         | + 6 min 09 s     |
| 5e | Pavel Tonkov        | Russie     | Lampre-Polti                     | + 7 min 11 s     |
| 6e | Moreno Argentin     | Italie     | Mecair-Ballan                    | + 9 min 12 s     |
| 7e | Vladimir Poulnikov  | Ukraine    | Carrera Jeans-Tassoni            | + 11 min 30 s    |
| 8e | Maurizio Fondriest  | Italie     | Lampre-Polti                     | + 12 min 53 s    |
| 9e | Stephen Roche       | Irlande    | Carrera Jeans-Tassoni            | + 13 min 31 s    |
| 10e | Zenon Jaskuła       | Pologne    | GB-MG Boys Maglificio-Bianchi    | + 13 min 41 s    |
| 11e | Flavio Giupponi     | Italie     | Mercatone Uno-Zucchini-Medeghini | + 14 min 59 s    |
| 12e | Giorgio Furlan      | Italie     | Ariostea                         | + 16 min 57 s    |
| 13e | Wladimir Belli      | Italie     | Lampre-Polti                     | + 18 min 45 s    |
| 14e | Andrew Hampsten     | États-Unis | Motorola                         | + 19 min 25 s    |
| 15e | Bruno Leali         | Italie     | Mercatone Uno-Zucchini-Medeghini | + 19 min 34 s    |
| 16e | Enrico Zaina        | Italie     | Mercatone Uno-Zucchini-Medeghini | + 24 min 00 s    |
| 17e | Heinz Imboden       | Suisse     | Mecair-Ballan                    | + 25 min 18 s    |
| 18e | Gianni Bugno        | Italie     | Gatorade                         | + 27 min 01 s    |
| 19e | Franco Chioccioli   | Italie     | GB-MG Boys Maglificio-Bianchi    | + 29 min 49 s    |
| 20e | Nelson Rodríguez    | Colombie   | ZG Mobili                        | + 30 min 41 s    |
| 21e | Stefano Della Santa | Italie     | Mapei-Viner                      | + 30 min 49 s    |
| 22e | Abelardo Rondón     | Colombie   | Gatorade                         | + 34 min 50 s    |
| 23e | Gianni Faresin      | Italie     | ZG Mobili                        | + 37 min 46 s    |
| 24e | Alberto Volpi       | Italie     | Mecair-Ballan                    | + 38 min 43 s    |
| 25e | Thierry Bourguignon | France     | Castorama                        | + 39 min 22 s    |

### Classements annexes finals
| Classement par points | Classement par points | Classement par points | Classement par points            | Classement par points |
| Coureur               | Coureur               | Pays                  | Équipe                           | Points                |
| --------------------- | --------------------- | --------------------- | -------------------------------- | --------------------- |
| 1er                   | Adriano Baffi         | Italie                | Mercatone Uno-Zucchini-Medeghini | 228 pts               |
| 2e                    | Maurizio Fondriest    | Italie                | Lampre-Polti                     | 187 pts               |
| 3e                    | Miguel Indurain       | Espagne               | Banesto                          | 167 pts               |
| 4e                    | Fabio Baldato         | Italie                | GB-MG Boys Maglificio-Bianchi    | 164 pts               |
| 5e                    | Moreno Argentin       | Italie                | Mecair-Ballan                    | 141 pts               |

| Classement par points | Classement par points | Classement par points | Classement par points            | Classement par points |
| Coureur               | Coureur               | Pays                  | Équipe                           | Points                |
| --------------------- | --------------------- | --------------------- | -------------------------------- | --------------------- |
| 1er                   | Adriano Baffi         | Italie                | Mercatone Uno-Zucchini-Medeghini | 228 pts               |
| 2e                    | Maurizio Fondriest    | Italie                | Lampre-Polti                     | 187 pts               |
| 3e                    | Miguel Indurain       | Espagne               | Banesto                          | 167 pts               |
| 4e                    | Fabio Baldato         | Italie                | GB-MG Boys Maglificio-Bianchi    | 164 pts               |
| 5e                    | Moreno Argentin       | Italie                | Mecair-Ballan                    | 141 pts               |

| Classement de la montagne | Classement de la montagne | Classement de la montagne | Classement de la montagne        | Classement de la montagne |
| Coureur                   | Coureur                   | Pays                      | Équipe                           | Points                    |
| ------------------------- | ------------------------- | ------------------------- | -------------------------------- | ------------------------- |
| 1er                       | Claudio Chiappucci        | Italie                    | Carrera Jeans-Tassoni            | 42 pts                    |
| 2e                        | Mariano Piccoli           | Italie                    | Mercatone Uno-Zucchini-Medeghini | 40 pts                    |
| 3e                        | Miguel Indurain           | Espagne                   | Banesto                          | 33 pts                    |
| 4e                        | Gianluca Bortolami        | Italie                    | Lampre-Polti                     | 33 pts                    |
| 5e                        | Piotr Ugrumov             | Lettonie                  | Mecair-Ballan                    | 32 pts                    |

| Classement de la montagne | Classement de la montagne | Classement de la montagne | Classement de la montagne        | Classement de la montagne |
| Coureur                   | Coureur                   | Pays                      | Équipe                           | Points                    |
| ------------------------- | ------------------------- | ------------------------- | -------------------------------- | ------------------------- |
| 1er                       | Claudio Chiappucci        | Italie                    | Carrera Jeans-Tassoni            | 42 pts                    |
| 2e                        | Mariano Piccoli           | Italie                    | Mercatone Uno-Zucchini-Medeghini | 40 pts                    |
| 3e                        | Miguel Indurain           | Espagne                   | Banesto                          | 33 pts                    |
| 4e                        | Gianluca Bortolami        | Italie                    | Lampre-Polti                     | 33 pts                    |
| 5e                        | Piotr Ugrumov             | Lettonie                  | Mecair-Ballan                    | 32 pts                    |

| Classement du meilleur jeune | Classement du meilleur jeune | Classement du meilleur jeune | Classement du meilleur jeune     | Classement du meilleur jeune |
| Coureur                      | Coureur                      | Pays                         | Équipe                           | Temps                        |
| ---------------------------- | ---------------------------- | ---------------------------- | -------------------------------- | ---------------------------- |
| 1er                          | Pavel Tonkov                 | Russie                       | Lampre-Polti                     | 98 h 16 min 55 s             |
| 2e                           | Wladimir Belli               | Italie                       | Lampre-Polti                     | + 11 min 35 s                |
| 3e                           | Francesco Casagrande         | Italie                       | Mercatone Uno-Zucchini-Medeghini | + 1 h 07 min 38 s            |
| 4e                           | Kai Hundertmarck             | Allemagne                    | Motorola                         | + 1 h 15 min 15 s            |
| 5e                           | Vladislav Bobrik             | Russie                       | Mecair-Ballan                    | + 1 h 43 min 22 s            |

| Classement du meilleur jeune | Classement du meilleur jeune | Classement du meilleur jeune | Classement du meilleur jeune     | Classement du meilleur jeune |
| Coureur                      | Coureur                      | Pays                         | Équipe                           | Temps                        |
| ---------------------------- | ---------------------------- | ---------------------------- | -------------------------------- | ---------------------------- |
| 1er                          | Pavel Tonkov                 | Russie                       | Lampre-Polti                     | 98 h 16 min 55 s             |
| 2e                           | Wladimir Belli               | Italie                       | Lampre-Polti                     | + 11 min 35 s                |
| 3e                           | Francesco Casagrande         | Italie                       | Mercatone Uno-Zucchini-Medeghini | + 1 h 07 min 38 s            |
| 4e                           | Kai Hundertmarck             | Allemagne                    | Motorola                         | + 1 h 15 min 15 s            |
| 5e                           | Vladislav Bobrik             | Russie                       | Mecair-Ballan                    | + 1 h 43 min 22 s            |

| Classement Intergiro | Classement Intergiro | Classement Intergiro | Classement Intergiro             | Classement Intergiro |
|                      | Coureur              | Pays                 | Équipe                           | Temps                |
| -------------------- | -------------------- | -------------------- | -------------------------------- | -------------------- |
| 1er                  | Ján Svorada          | Slovaquie            | Lampre-Polti                     | en 53 h 10 min 33 s  |
| 2e                   | Stefano Colagè       | Italie               | ZG Mobili                        | + 40 s               |
| 3e                   | Miguel Indurain      | Espagne              | Banesto                          | + 41 s               |
| 4e                   | Adriano Baffi        | Italie               | Mercatone Uno–Zucchini–Medeghini | + 1 min 10 s         |
| 5e                   | Piotr Ugrumov        | Lettonie             | Mecair–Ballan                    | + 1 min 42 s         |
| modifier             |                      |                      |                                  |                      |

| Classement par équipes | Classement par équipes           | Classement par équipes | Classement par équipes |
| Équipe                 | Équipe                           | Pays                   | Temps                  |
| ---------------------- | -------------------------------- | ---------------------- | ---------------------- |
| 1re                    | Lampre-Polti                     | Italie                 | 294 h 50 min 53 s      |
| 2e                     | Carrera Jeans-Tassoni            | Italie                 | + 2 min 24 s           |
| 3e                     | Ariostea                         | Italie                 | + 6 min 47 s           |
| 4e                     | Mecair-Ballan                    | Italie                 | + 9 min 59 s           |
| 5e                     | Mercatone Uno-Zucchini-Medeghini | Saint-Marin            | + 22 min 56 s          |

| Classement par équipes | Classement par équipes           | Classement par équipes | Classement par équipes |
| Équipe                 | Équipe                           | Pays                   | Temps                  |
| ---------------------- | -------------------------------- | ---------------------- | ---------------------- |
| 1re                    | Lampre-Polti                     | Italie                 | 294 h 50 min 53 s      |
| 2e                     | Carrera Jeans-Tassoni            | Italie                 | + 2 min 24 s           |
| 3e                     | Ariostea                         | Italie                 | + 6 min 47 s           |
| 4e                     | Mecair-Ballan                    | Italie                 | + 9 min 59 s           |
| 5e                     | Mercatone Uno-Zucchini-Medeghini | Saint-Marin            | + 22 min 56 s          |

| Classement par équipes aux points | Classement par équipes aux points | Classement par équipes aux points | Classement par équipes aux points |
| Équipe                            | Équipe                            | Pays                              | Points                            |
| --------------------------------- | --------------------------------- | --------------------------------- | --------------------------------- |
| 1re                               | Ariostea                          | Italie                            | 531 pts                           |
| 2e                                | Mercatone Uno-Zucchini-Medeghini  | Saint-Marin                       | 460 pts                           |
| 3e                                | Lampre-Polti                      | Italie                            | 444 pts                           |
| 4e                                | Carrera Jeans-Tassoni             | Italie                            | 417 pts                           |
| 5e                                | Mecair-Ballan                     | Italie                            | 383 pts                           |

| Classement par équipes aux points | Classement par équipes aux points | Classement par équipes aux points | Classement par équipes aux points |
| Équipe                            | Équipe                            | Pays                              | Points                            |
| --------------------------------- | --------------------------------- | --------------------------------- | --------------------------------- |
| 1re                               | Ariostea                          | Italie                            | 531 pts                           |
| 2e                                | Mercatone Uno-Zucchini-Medeghini  | Saint-Marin                       | 460 pts                           |
| 3e                                | Lampre-Polti                      | Italie                            | 444 pts                           |
| 4e                                | Carrera Jeans-Tassoni             | Italie                            | 417 pts                           |
| 5e                                | Mecair-Ballan                     | Italie                            | 383 pts                           |

## Évolution des classements
Les cyclistes présents dans le tableau ci-dessous correspondent aux leaders des classements. Ils peuvent ne pas correspondre au porteur du maillot.
| Étape (Vainqueur)              | Classement général | Classement par point | Classement de la montagne | Classement par équipes |
| ------------------------------ | ------------------ | -------------------- | ------------------------- | ---------------------- |
| 1re étape a Moreno Argentin    | Moreno Argentin    | Moreno Argentin      | "non attribué"            | Mecair-Ballan          |
| 1re étape b Maurizio Fondriest | Moreno Argentin    | Moreno Argentin      | "non attribué"            | Mecair-Ballan          |
| 2e étape Adriano Baffi         | Moreno Argentin    | Marco Saligari       | Francesco Casagrande      | Mecair-Ballan          |
| 3e étape Piotr Ugrumov         | Moreno Argentin    | Marco Saligari       | Francesco Casagrande      | Mecair-Ballan          |
| 4e étape Fabio Baldato         | Moreno Argentin    | Marco Saligari       | Francesco Casagrande      | Mecair-Ballan          |
| 5e étape Dimitri Konyshev      | Moreno Argentin    | Marco Saligari       | Francesco Casagrande      | Carrera                |
| 6e étape Guido Bontempi        | Moreno Argentin    | Adriano Baffi        | Francesco Casagrande      | Carrera                |
| 7e étape Bjarne Riis           | Moreno Argentin    | Adriano Baffi        | Francesco Casagrande      | Ariostea               |
| 8e étape Adriano Baffi         | Moreno Argentin    | Adriano Baffi        | Mariano Piccoli           | Ariostea               |
| 9e étape Giorgio Furlan        | Moreno Argentin    | Adriano Baffi        | Mariano Piccoli           | Ariostea               |
| 10e étape Miguel Indurain      | Miguel Indurain    | Adriano Baffi        | Mariano Piccoli           | Mecair-Ballan          |
| 11e étape Fabiano Fontanelli   | Bruno Leali        | Adriano Baffi        | Mariano Piccoli           | Lampre                 |
| 12e étape Dimitri Konyshev     | Bruno Leali        | Adriano Baffi        | Mariano Piccoli           | Lampre                 |
| 13e étape Moreno Argentin      | Bruno Leali        | Adriano Baffi        | Mariano Piccoli           | Lampre                 |
| 14e étape Claudio Chiappucci   | Miguel Indurain    | Adriano Baffi        | Claudio Chiappucci        | Carrera                |
| 15e étape Davide Cassani       | Miguel Indurain    | Adriano Baffi        | Mariano Piccoli           | Carrera                |
| 16e étape Fabio Baldato        | Miguel Indurain    | Maurizio Fondriest   | Mariano Piccoli           | Carrera                |
| 17e étape Marco Saligari       | Miguel Indurain    | Maurizio Fondriest   | Mariano Piccoli           | Carrera                |
| 18e étape Adriano Baffi        | Miguel Indurain    | Adriano Baffi        | Claudio Chiappucci        | Lampre                 |
| 19e étape Miguel Indurain      | Miguel Indurain    | Adriano Baffi        | Claudio Chiappucci        | Lampre                 |
| 20e étape Massimo Ghirotto     | Miguel Indurain    | Adriano Baffi        | Claudio Chiappucci        | Lampre                 |
| 21e étape Fabio Baldato        | Miguel Indurain    | Adriano Baffi        | Claudio Chiappucci        | Lampre                 |
| Final                          | Miguel Indurain    | Adriano Baffi        | Claudio Chiappucci        | Lampre                 |

## Liste des coureurs
| Banesto                     | Banesto                     | Banesto                     | Festina-Lotus             | Festina-Lotus             | Festina-Lotus             | Mercatone Uno-Medeghini    | Mercatone Uno-Medeghini    | Mercatone Uno-Medeghini    |
| --------------------------- | --------------------------- | --------------------------- | ------------------------- | ------------------------- | ------------------------- | -------------------------- | -------------------------- | -------------------------- |
| 1                           | Miguel Indurain             | 1°                          | 71                        | Jos van Aert              | 58°                       | 141                        | Adriano Baffi              | 80°                        |
| 2                           | José Luis Arrieta           | 105°                        | 72                        | Falk Boden                | 78°                       | 142                        | Fabio Bordonali            | 29°                        |
| 3                           | Armand de Las Cuevas        | 43°                         | 73                        | Carlo Finco               | 56°                       | 143                        | Mariano Piccoli            | 84°                        |
| 4                           | José Luis de Santos         | 72°                         | 74                        | Romes Gainetdinov         | 46°                       | 144                        | Francesco Casagrande       | 40°                        |
| 5                           | Stéphane Heulot             | R 4ª                        | 75                        | Fernando Pinero           | R 7ª                      | 145                        | Flavio Giupponi            | 11°                        |
| 6                           | Prudencio Indurain          | 63°                         | 76                        | Yuri Manuylov             | 108°                      | 146                        | Bruno Leali                | 15°                        |
| 7                           | Fabrice Philipot            | R 6ª                        | 77                        | Xavier Pérez              | FTM 1ª                    | 147                        | Adrie van der Poel         | 100°                       |
| 8                           | Gérard Rué                  | 31°                         | 78                        | Eric Van Lancker          | 68°                       | 148                        | Enrico Zaina               | 16°                        |
| 9                           | Francisco San Román         | FTM 14ª                     | 79                        | Steven Rooks              | R 11ª                     | 149                        | Giuseppe Petito            | 93°                        |
| Amore & Vita-Galatron       | Amore & Vita-Galatron       | Amore & Vita-Galatron       | Gan                       | Gan                       | Gan                       | MG Boys Maglificio-Bianchi | MG Boys Maglificio-Bianchi | MG Boys Maglificio-Bianchi |
| 11                          | Gianluigi Barsottelli       | FTM 14ª                     | 81                        | Nicolas Aubier            | FTM 14ª                   | 151                        | Fabio Baldato              | 88°                        |
| 12                          | Stefano Giraldi             | 132°                        | 82                        | Laurent Bezault           | R 13ª                     | 152                        | Franco Chioccioli          | 19°                        |
| 13                          | Giuseppe Calcaterra         | 96°                         | 83                        | Christophe Capelle        | R 13ª                     | 153                        | Zenon Jaskuła              | 10°                        |
| 14                          | Riccardo Forconi            | 130°                        | 84                        | Philippe Casado           | 81°                       | 154                        | Roberto Gusmeroli          | 45°                        |
| 15                          | Vincenzo Galati             | 104°                        | 85                        | Hervé Garel               | R 11ª                     | 155                        | Laurent Pillon             | 41°                        |
| 16                          | Rodolfo Massi               | R 4ª                        | 86                        | Greg LeMond               | NP 20ª                    | 156                        | Franco Vona                | 57°                        |
| 17                          | Flavio Milan                | FTM 1ª                      | 87                        | Francis Moreau            | 95°                       | 157                        | Andrei Tchmil              | 101°                       |
| 18                          | Maurizio Molinari           | 99°                         | 88                        | Eddy Seigneur             | R 12ª                     | 158                        | Flavio Vanzella            | 82°                        |
| 19                          | Bruno Risi                  | R 12ª                       | 89                        | Jérôme Simon              | 44°                       | 159                        | Eros Poli                  | 131°                       |
| Artiach-Filipinos-Chiquilín | Artiach-Filipinos-Chiquilín | Artiach-Filipinos-Chiquilín | Gatorade-Bianchi          | Gatorade-Bianchi          | Gatorade-Bianchi          | Motorola-Magniflex         | Motorola-Magniflex         | Motorola-Magniflex         |
| 21                          | Daniel Clavero              | R 11ª                       | 91                        | Gianni Bugno              | 18°                       | 161                        | Andrew Hampsten            | 14°                        |
| 22                          | Eduardo Chozas              | 32°                         | 92                        | Andrea Chiurato           | R 1ª                      | 162                        | Norman Alvis               | 127°                       |
| 23                          | Luis Edgar Espinosa         | 86°                         | 93                        | Mario Manzoni             | 121°                      | 163                        | Steve Bauer                | 89°                        |
| 24                          | Américo da Silva            | 116°                        | 94                        | Abelardo Rondón           | 22°                       | 164                        | Michel Dernies             | 125°                       |
| 25                          | Orlando Rodrigues           | FTM 6ª                      | 95                        | Pello Ruiz Cabestany      | R 12ª                     | 165                        | Kai Hundertmarck           | 48°                        |
| 26                          | Alfonso Gutiérrez           | FTM 1ª                      | 96                        | Oscar Pelliccioli         | 50°                       | 166                        | Steve Larsen               | 129°                       |
| 27                          | Carmelo Miranda             | 79°                         | 97                        | Mario Scirea              | 115°                      | 167                        | Christophe Manin           | 93°                        |
| 28                          | Asensio Navarro             | 114°                        | 98                        | Stefano Zanatta           | 126°                      | 168                        | Álvaro Mejía               | 30°                        |
| 29                          | Vicente Ridaura             | 102°                        | 99                        | Valerio Tebaldi           | R 14ª                     | 169                        | Bjørn Stenersen            | 91°                        |
| Carrera-Tassoni             | Carrera-Tassoni             | Carrera-Tassoni             | Jolly Componibili-Club 88 | Jolly Componibili-Club 88 | Jolly Componibili-Club 88 | Navigare-Blue Storm        | Navigare-Blue Storm        | Navigare-Blue Storm        |
| 31                          | Claudio Chiappucci          | 3°                          | 101                       | Valter Bonca              | 35°                       | 171                        | Roberto Pagnin             | R 5ª                       |
| 32                          | Stephen Roche               | 9°                          | 102                       | Paolo Botarelli           | 54°                       | 172                        | Stefano Zanini             | NP 15ª                     |
| 33                          | Guido Bontempi              | 60°                         | 103                       | Maurizio Nuzzi            | 74°                       | 173                        | Fabiano Fontanelli         | 118°                       |
| 34                          | Marco Pantani               | R 18ª                       | 104                       | Dimitri Konyshev          | 26°                       | 174                        | Massimo Podenzana          | 53°                        |
| 35                          | Vladimir Poulnikov          | 7°                          | 105                       | Jean-Claude Leclercq      | R 15ª                     | 175                        | Alexandr Shefer            | R 14ª                      |
| 36                          | Remo Rossi                  | FTM 14ª                     | 106                       | Endrio Leoni              | 106°                      | 176                        | Masatoshi Ichikawa         | NP 15ª                     |
| 37                          | Fabio Roscioli              | 62°                         | 107                       | Erich Mächler             | 120°                      | 177                        | Michele Coppolillo         | 77°                        |
| 38                          | Mario Chiesa                | 64°                         | 108                       | Dario Mariuzzo            | SQ 15ª                    | 178                        | Luboš Lom                  | 122°                       |
| 39                          | Andrea Tafi                 | R 17ª                       | 109                       | Marcello Siboni           | R 11ª                     | 179                        | Angelo Citracca            | 103°                       |
| Castorama                   | Castorama                   | Castorama                   | Kelme-Xacobeo             | Kelme-Xacobeo             | Kelme-Xacobeo             | Telekom-Merckx             | Telekom-Merckx             | Telekom-Merckx             |
| 41                          | Luc Leblanc                 | R 17ª                       | 111                       | Assiat Saitov             | 113°                      | 181                        | Rolf Aldag                 | 70°                        |
| 42                          | Thierry Bourguignon         | 25°                         | 112                       | Hernán Buenahora          | R 7ª                      | 182                        | Uwe Ampler                 | R 6ª                       |
| 43                          | Philippe Bouvatier          | R 10ª                       | 113                       | Nestor Mora               | 37°                       | 183                        | Udo Bölts                  | 33°                        |
| 44                          | Emmanuel Magnien            | 119°                        | 114                       | Martín Farfán             | R 17ª                     | 184                        | Bernd Gröne                | R 14ª                      |
| 45                          | Laurent Desbiens            | 71°                         | 115                       | Juan José Martínez Diaz   | 59°                       | 185                        | Jens Heppner               | R 17ª                      |
| 46                          | Laurent Madouas             | 34°                         | 116                       | Julio César Cadena        | 51°                       | 186                        | Mario Kummer               | 67°                        |
| 47                          | Laurent Brochard            | 27°                         | 117                       | Federico Muñoz            | 38°                       | 187                        | Uwe Raab                   | R 14ª                      |
| 48                          | Dante Rezze                 | 117°                        | 118                       | Luis Felipe Moreno        | 49°                       | 188                        | Steffen Wesemann           | R 7ª                       |
| 49                          | Bruno Thibout               | 85°                         | 119                       | Francisco Cabello         | 111°                      | 189                        | Christian Henn             | 97°                        |
| Ariostea                    | Ariostea                    | Ariostea                    | Lampre-Polti              | Lampre-Polti              | Lampre-Polti              | ZG Mobili                  | ZG Mobili                  | ZG Mobili                  |
| 51                          | Fabio Casartelli            | 107°                        | 121                       | Maurizio Fondriest        | 8°                        | 191                        | Leonardo Sierra            | 39°                        |
| 52                          | Bruno Cenghialta            | 47°                         | 122                       | Gianluca Bortolami        | 55°                       | 192                        | Massimo Ghirotto           | 69°                        |
| 53                          | Roberto Conti               | NP 19ª                      | 123                       | Stefano Allocchio         | 110°                      | 193                        | Giancarlo Perini           | 76°                        |
| 54                          | Giorgio Furlan              | 12°                         | 124                       | Wladimir Belli            | 13°                       | 194                        | Gianni Faresin             | 23°                        |
| 55                          | Massimiliano Lelli          | 4°                          | 125                       | Acácio da Silva           | 73°                       | 195                        | Stefano Colagè             | 87°                        |
| 56                          | Davide Cassani              | 66°                         | 126                       | Alexander Gontchenkov     | NP 18ª                    | 196                        | Michele Moro               | 128°                       |
| 57                          | Bjarne Riis                 | NP 19ª                      | 127                       | Pavel Tonkov              | 5°                        | 197                        | Diego Trepin               | R 14ª                      |
| 58                          | Marco Saligari              | 52°                         | 128                       | Ján Svorada               | 123°                      | 198                        | Roberto Caruso             | 98°                        |
| 59                          | Mauro Antonio Santaromita   | 65°                         | 129                       | Marco Zen                 | 94°                       | 199                        | Nelson Rodríguez           | 20°                        |
| Mapei-Viner                 | Mapei-Viner                 | Mapei-Viner                 | Mecair-Ballan             | Mecair-Ballan             | Mecair-Ballan             |                            |                            |                            |
| 61                          | Marco Giovannetti           | 28°                         | 131                       | Moreno Argentin           | 6°                        |                            |                            |                            |
| 62                          | Mauro Consonni              | FTM 1ª                      | 132                       | Piotr Ugrumov             | 2°                        |                            |                            |                            |
| 63                          | Stefano Della Santa         | 21°                         | 133                       | Alberto Volpi             | 24°                       |                            |                            |                            |
| 64                          | Luca Gelfi                  | 36°                         | 134                       | Heinz Imboden             | 17°                       |                            |                            |                            |
| 65                          | Juan Carlos González        | R 14ª                       | 135                       | Dario Bottaro             | 75°                       |                            |                            |                            |
| 66                          | Santos Hernández            | 42°                         | 136                       | Evgenij Berzin            | 90°                       |                            |                            |                            |
| 67                          | Dario Nicoletti             | 109°                        | 137                       | Vladislav Bobrik          | 61°                       |                            |                            |                            |
| 68                          | Fabrizio Bontempi           | 112°                        | 138                       | Gianvito Martinelli       | FTM 1ª                    |                            |                            |                            |
| 69                          | Andrei Teteriouk            | 83°                         | 139                       | Andreas Kappes            | 124°                      |                            |                            |                            |